# Heinrich-von-Brentano-Schule
Die Heinrich-von-Brentano-Schule in Hochheim am Main ist eine Integrierte Gesamtschule mit Ganztagsangebot, an der Schülerinnen und Schüler bis zur 10. Klasse unterrichtet werden. Dabei haben die Lerndenden die Möglichkeit, den Hauptschul– und/oder Realschulabschluss zu erreichen oder, bei entsprechender Eignung, nach der Klasse 10 auf eine gymnasiale Oberstufe oder Fachoberschule zu wechseln. Ihr Namensgeber ist der Politiker Heinrich von Brentano.

## Unterricht
Besonderes Merkmal der Schule ist ihr Verkursungssystem. Die 5. und 6. Klasse verbringen die Schüler noch im Klassenverband, um sich kennenzulernen. Für diese zwei Jahre wählen sich die Schülerinnen und Schüler in sogenannte Themenklassen ein.
Mit Antritt der 7. Klasse ergeben sich dann Veränderungen:
- Die Schülerinnen und Schüler entscheiden sich für eine 2. Fremdsprache (Latein oder Französisch) oder einen Wahlpflichtkurs.
- Zusätzlich wird der Jahrgang in den Hauptfächern (Mathematik, Deutsch, Englisch) in A, B und C Kurse unterteilt. A steht in diesem Fall für die Gymnasialstufe, B für den Realschulzweig und C für die Hauptschule. Diese Kurszuteilung kann sich halbjährlich und unabhängig voneinander verändern, um jeden Schüler individuell auf seinem Niveau zu unterrichten.

Weiterhin werden die Schülerinnen und Schüler ab der 9. Klasse in Physik und Chemie in E- (Erweitert) und G- (Grund) Kurse aufgeteilt.
Ein weiteres besonderes Unterrichtsmerkmal der Heinrich-von-Brentano-Schule sind die sogenannten „Lernjobs“ – ein projektorientiertes Unterrichtskonzept, welches in den Jahrgängen 5–8 Anwendung findet.
Jährlich veranstaltet die HvB einen Kulturabend mit Kunst, Musik und Theater, welcher von der gesamten Schulgemeinde gestaltet wird.

## Ganztagsbetreuung
Die Schule bietet einen Ganztagsbereich mit Gruppenräumen, Bibliothek, Hausaufgabenbetreuung und Mittagsessen an.